# Hôtel de Bourgogne (Lussemburgo)
L'Hôtel de Bourgogne è un palazzo situato al numero 4 di rue de la Congrégation nella città di Lussemburgo. Dal 1975, l'Hôtel de Bourgogne  è la residenza ufficiale e il posto di lavoro del governo lussemburghese e del primo ministro.